# TDS Racing

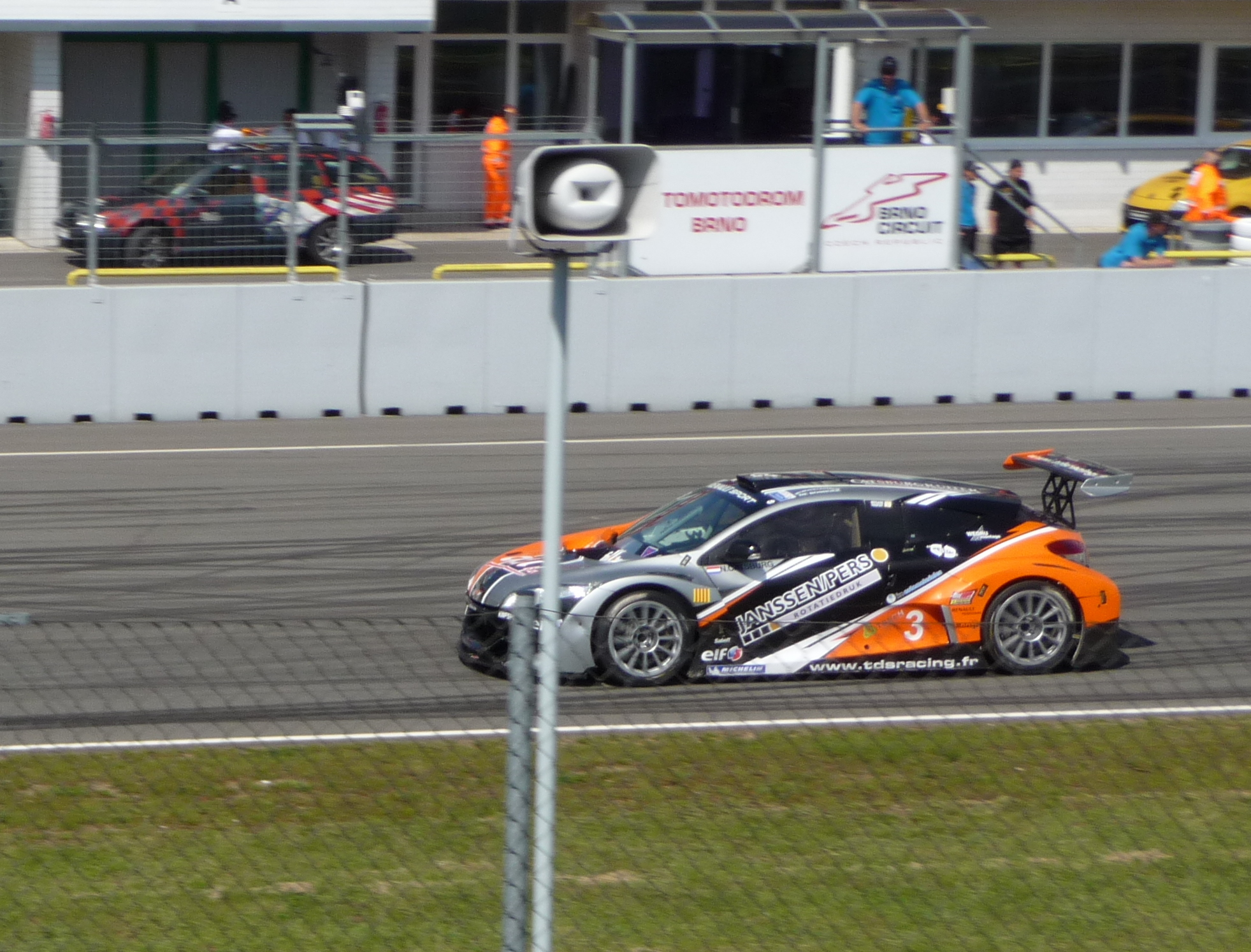
Nick Catsburg en Renault Mégane Trophy 2010

TDS Racing est une écurie de sport automobile française fondée en 2004 par Xavier Combet et Jacques Morello. De 2005 à 2010, l'écurie s'engage en Eurocup Mégane Trophy. TDS Racing remporte six titres pilote et deux titres équipe, puis réoriente ses activités vers l'endurance en 2011 avec les Le Mans Series.

## Historique

### 2004-2011: Les succès en World Series by Renault

#### 2004: Top Drive Services
L'histoire du TDS Racing  (Top Drive Services) est avant tout celle de deux jeunes entrepreneurs passionnés, Xavier Combet et Jacques Morello qui, en 2004 fondent l'écurie pour l'engager en 2005 en World Series by Renault. L'équipe basée à Vendres (34) va alors collectionner les titres puisqu'en six années de compétition en Mégane Trophy, TDS Racing décroche six titres pilotes et deux titres équipe.

#### Le Mans Series
Après six saisons de succès en World Series by Renault, TDS Racing se lance en Le Mans Series en catégorie LMP2 avec un châssis Oreca 03 et un moteur Nissan.

### 2011-2014: Le Mans Series

#### 2011: Une stratégie payante
La stratégie s'avère payante puisque dès sa première apparition, sur le circuit du Castellet, TDS Racing décroche la pole position. À Spa-Francorchamps, lors de la seconde manche comptant pour le championnat du Monde, l'équipe monte sur la première marche du podium. Le bilan 2011 est positif : 3e au classement général des Le Mans Series et meilleure équipe « rookie ».

#### 2012: Thiriet by TDS Racing champion ELMS
Les deux entreprises, Thiriet Surgelés et TDS Racing, jusque-là partenaires, décident de s'allier au début de 2012 pour donner naissance au « Thiriet by TDS Racing ». D'entrée de jeu, sur le circuit Paul Ricard, l'équipe gagne les 6 Heures du Castellet en signant la pole position et le meilleur tour en course. À Donington, le duo Pierre Thiriet/Mathias Beche termine second lors de la course de 6 heures. Avec l'aide de Christophe Tinseau, TDS Racing remporte la catégorie LMP2 à Petit Le Mans (USA). Aux 24 Heures du Mans, le trio termine à une seconde place en catégorie LMP2. Finalement, TDS Racing s'adjuge les titres ELMS pilotes et équipe.

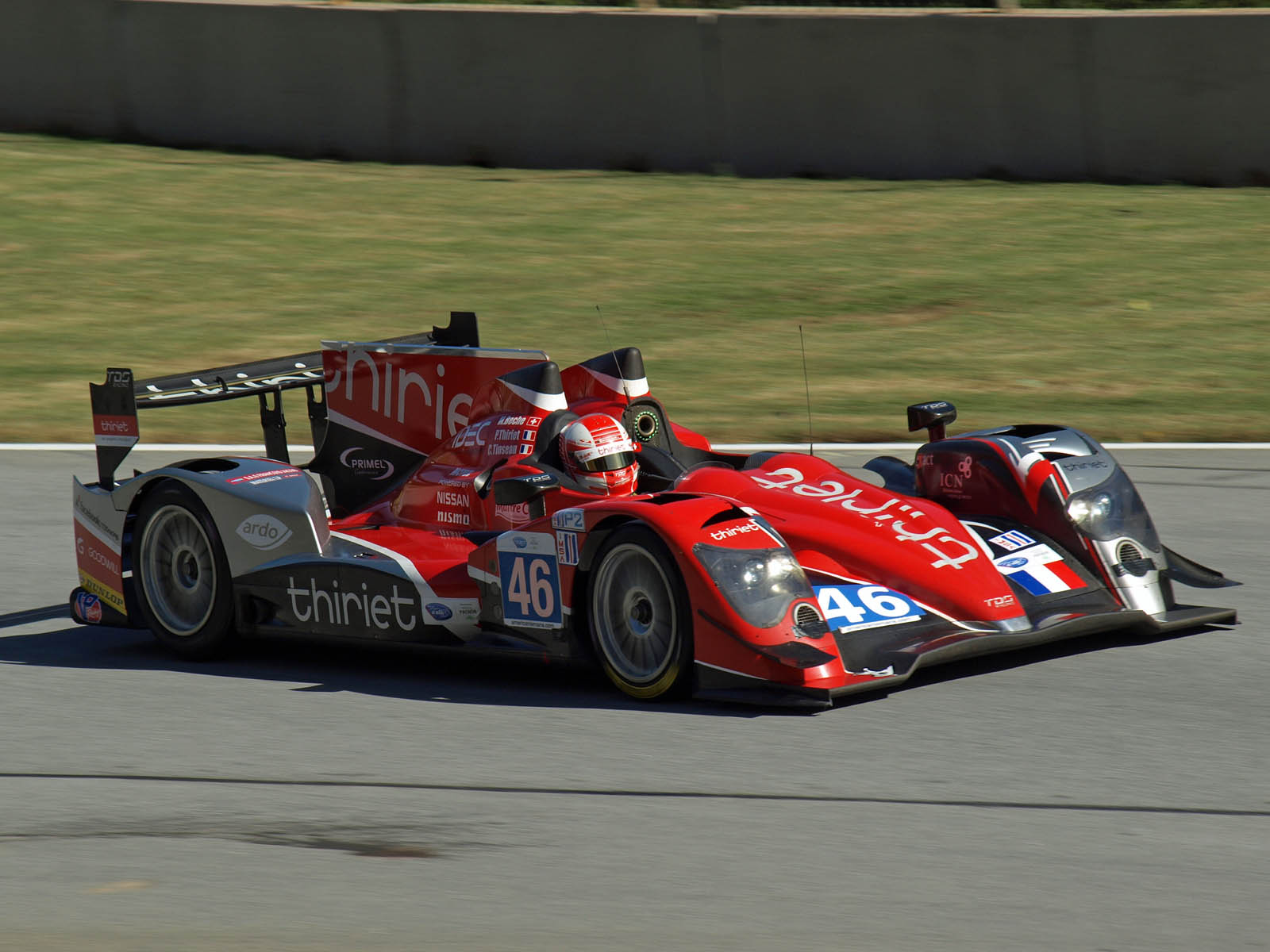
Mathias Beche et l'Oreca 03-Nissan au Petit Le Mans 2012.

#### 2013: Thiriet by TDS Racing vice-champion ELMS
La saison 2013 voit le TDS Racing remporter deux manches de l'European Le Mans Series (Imola et Red Bull Ring) mais cela ne suffit pas pour remporter un second titre européen. L'équipe termine toutefois vice-championne ELMS. Aux 24 Heures du Mans, à une heure de l'arrivée, alors que la voiture n°46 est sixième en catégorie LMP2, elle est contrainte à l'abandon à la suite d'une touchette sous la pluie.

#### 2014: saison de changements
En 2014, l'équipe emménage dans des locaux plus spacieux, situés à Montpellier. Après trois années passées avec le châssis Oreca, l'équipe se tourne vers le constructeur Onroak Automotive, tout d'abord avec une Morgan LMP2 à moteur Nissan, puis, à partir des 24 Heures du Mans, avec une Ligier JS P2.

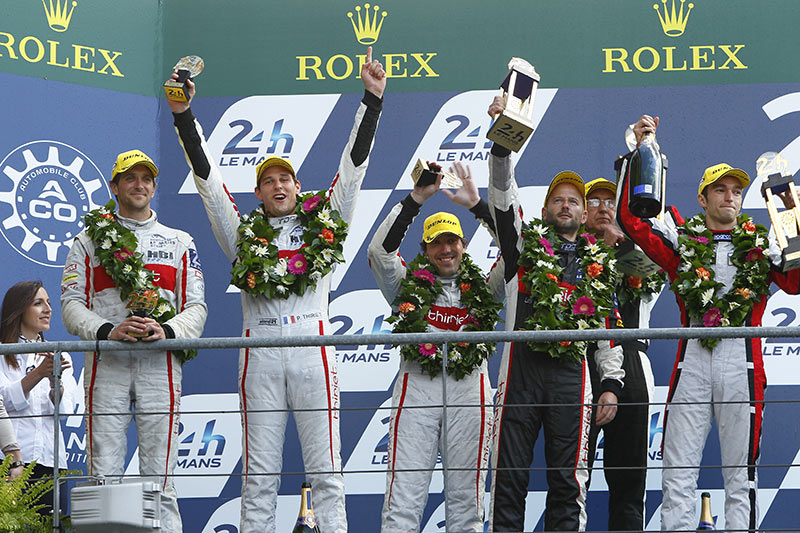
Tristan Gommendy, Pierre Thiriet, Ludovic Badey et Jacques Morello sur le podium des 24 heures du Mans 2014

Aux 4 heures de Silverstone, la Morgan LMP2 permet à l'équipe de remporter la victoire avant qu'une crevaison ne lui enlève le podium à Imola.
Les 24 Heures du Mans sont l'occasion de lancer la toute nouvelle Ligier JS P2 dans la compétition. Après avoir décroché la pole position, le TDS Racing termine second en catégorie LMP2 avec le trio Tristan Gommendy/Pierre Thiriet/Ludovic Badey.

#### 2015: La victoire au championnat en GTC
Avec 101 points au classement général le trio Lunardi, Dermont, Perrera termine premier au classement de la catégorie GTC sur une BMW Z4 GTC. Cette victoire leur assurait une invitation automatique pour les 24 heures du Mans 2016 mais l'équipe a été contrainte de déclarer forfait.
L'équipe Thiriet by TDS Racing engagée en LMP2 termine deuxième au championnat.

## 2013-2014: Blancpain Endurance Series

### 2013: Une saison de découverte
Parallèlement à son programme en ELMS, le TDS Racing décide en 2013 de s'engager en Blancpain Endurance Series avec une BMW Z4 GT3 (E89). Créé par Stéphane Ratel, ce championnat réservé aux voitures GT3 est européen dont la plupart des manches se déroulent sur une durée de 3 heures. Le TDS Racing, pour son année de découverte termine 5e du championnat Pro-Am (équipe mixte amateur/professionnel) avec le duo Henry Hassid/Ludovic Badey. Cet équipage termine second à Monza et 3e à Silverstone.

### 2014: TDS Racing double la mise[Laquelle ?]
En 2014, TDS Racing décide d'aligner deux BMW Z4 GT3 en Blancpain Endurance Series avec Henry Hassid, Nick Catsburg, Nicolas Armindo, Eric Clément et Benjamin Lariche. Avec deux victoires au cours de la saison dont une lors de la finale sur le circuit du Nurburgring, TDS Racing termine vice-champion 2014.

## Résultats en Blancpain Endurance Series
| Saison | Écurie     | Châssis          | Moteur       | Pneus   | Pilotes                    | Courses | Points | Classement |
| ------ | ---------- | ---------------- | ------------ | ------- | -------------------------- | ------- | ------ | ---------- |
| 2013   | TDS Racing | BMW Z4 GT3 (E89) | BMW 4.4 L V8 | Pirelli | Henry Hassid Ludovic Badey | 5       | 42     | 5e         |
| 2014   | TDS Racing | BMW Z4 GT3 (E89) | BMW 4.4 L V8 | Pirelli | Henry Hassid Nick Catsburg | 5       | 95     | 2e         |

## Résultats en European Le Mans Series
| Saison | Écurie                | Châssis      | Moteur                        | Pneus    | Pilotes                                                    | Courses | Points | Classement |
| ------ | --------------------- | ------------ | ----------------------------- | -------- | ---------------------------------------------------------- | ------- | ------ | ---------- |
| 2011   | TDS Racing            | Oreca 03     | Nissan VK45DE 4.5 L V8        | Dunlop   | Jody Firth Mathias Beche Pierre Thiriet                    | 5       | 38     | 3e         |
| 2012   | Thiriet by TDS Racing | Oreca 03     | Nissan VK45DE 4.5 L V8        | Dunlop   | Mathias Beche Pierre Thiriet                               | 3       | 94     | 1er        |
| 2013   | Thiriet by TDS Racing | Oreca 03     | Nissan VK45DE 4.5 L V8        | Dunlop   | Pierre Thiriet                                             | 5       | 77     | 2e         |
| 2014   | Thiriet by TDS Racing | Ligier JS P2 | Nissan VK45DE 4.5 L V8        | Dunlop   | Pierre Thiriet Ludovic Badey Tristan Gommendy              | 5       | 35     | 8e         |
| 2015   | Thiriet by TDS Racing | Oreca 05     | Nissan VK45DE 4.5 L V8        | Dunlop   | Pierre Thiriet Ludovic Badey                               | 5       | 91     | 2e         |
| 2016   | Thiriet by TDS Racing | Oreca 05     | Nissan VK45DE 4.5 L V8        | Dunlop   | Mathias Beche Pierre Thiriet                               | 6       | 96     | 2e         |
| 2018   | G-Drive               | Oreca 07     | Gibson Technology GK 428 L V8 | Dunlop   | Roman Rusinov Jean-Éric Vergne Andrea Pizzitola            | 6       | 100.25 | 1er        |
| 2019   | G-Drive               | Aurus 01     | Gibson Technology GK 428 L V8 | Dunlop   | Roman Rusinov Job van Uitert Norman Nato Jean-Éric Vergne  | 6       | 101    | 2e         |
| 2020   | G-Drive               | Aurus 01     | Gibson Technology GK 428 L V8 | Michelin | Mikkel Jensen Roman Rusinov Nyck de Vries Jean-Éric Vergne | 3       | 61     | 3e         |

## Résultats aux 24 Heures du Mans
| Année | Écurie                | Châssis      | Moteur                        | Pneus    | Pilotes                                              | Tours | Class. pos. |
| ----- | --------------------- | ------------ | ----------------------------- | -------- | ---------------------------------------------------- | ----- | ----------- |
| 2012  | Thiriet by TDS Racing | Oreca 03     | Nissan VK45DE 4.5 L V8        | Dunlop   | Pierre Thiriet Mathias Beche Christophe Tinseau      | 353   | 2e          |
| 2013  | Thiriet by TDS Racing | Oreca 03     | Nissan VK45DE 4.5 L V8        | Dunlop   | Pierre Thiriet Ludovic Badey Maxime Martin           | 310   | Abandon     |
| 2014  | Thiriet by TDS Racing | Ligier JS P2 | Nissan VK45DE 4.5 L V8        | Dunlop   | Pierre Thiriet Ludovic Badey Tristan Gommendy        | 355   | 2e          |
| 2015  | Thiriet by TDS Racing | Oreca 05     | Nissan VK45DE 4.5 L V8        | Dunlop   | Pierre Thiriet Ludovic Badey Tristan Gommendy        | 204   | Abandon     |
| 2016  | Thiriet by TDS Racing | Oreca 05     | Nissan VK45DE 4.5 L V8        | Dunlop   | Pierre Thiriet Mathias Beche Ryō Hirakawa            | 241   | Abandon     |
| 2017  | TDS Racing            | Oreca 07     | Gibson GK428 4.2 L V8         | Dunlop   | François Perrodo Emmanuel Collard Matthieu Vaxiviere | 213   | Abandon     |
| 2018  | TDS Racing            | Oreca 07     | Gibson GK428 4.2 L V8         | Dunlop   | François Perrodo Loïc Duval Matthieu Vaxiviere       | 365   | Disqualifié |
| 2019  | TDS Racing            | Oreca 07     | Gibson GK428 4.2 L V8         | Dunlop   | François Perrodo Loïc Duval Matthieu Vaxiviere       | 366   | 3e          |
| 2019  | G-Drive Racing        | Aurus 01     | Gibson Technology GK428 L V8  | Michelin | Roman Rusinov Job Van Uitert Jean-Éric Vergne        | 364   | 6e          |
| 2020  | Racing Team Nederland | Oreca 07     | Gibson Technology GK 428 L V8 | Michelin | Frits van Eerd Giedo van der Garde Nyck de Vries     | 349   | 15e         |
| 2020  | G-Drive Racing        | Aurus 01     | Gibson Technology GK 428 L V8 | Michelin | Mikkel Jensen Roman Rusinov Jean-Éric Vergne         | 367   | 5e          |
| 2021  | Racing Team Nederland | Oreca 07     | Gibson Technology GK 428 L V8 | Goodyear | Frits van Eerd Giedo van der Garde Job van Uitert    | 356   | 11e         |
| 2021  | Realteam Racing       | Oreca 07     | Gibson Technology GK 428 L V8 | Goodyear | Esteban Garcia Norman Nato Loïc Duval                | 356   | 12e         |